# Hinayana
Hinayana (sa. हीनयान hīnayāna "lille vogn"; kin. 小乘 Xiǎoshèng; jap. shōjō; viet. Tiểu thừa) er inden for mahayanabuddhistisk terminologi en betegnelse for en række tidligere buddhistiske skoler, der kendetegnes ved ikke at have samme universalistiske tilgang til opnåelsen af nirvana, som mahayanabuddhismen selv har. Hinayana bruges i dag ofte til at betegne den såkaldte theravadabuddhisme; en anvendelse, som mange theravada-buddhister modsætter sig, idet sanskritordet हीन- hīna- i tillæg til "lille" også har betydningen "ringe", "mangelfuld" eller "underlegen".
I japansk zenbuddhisme betyder Hinayana også "det lille fartøj".